# (8333) 1982 VF
(8333) 1982 VF là một tiểu hành tinh vành đai chính. Nó được phát hiện bởi Antonín Mrkos ở Đài thiên văn Kleť gần České Budějovice, Cộng hòa Séc, ngày 7 tháng 11 năm 1982.